# Principe de Asturias (1982)
Príncipe de Asturias – hiszpański lekki lotniskowiec z końca XX wieku, służący w Hiszpańskiej Marynarce Wojennej w latach 1988–2013, jedyny okręt swojego typu. Nosił numer burtowy R 11. Okręt był jednostką flagową hiszpańskiej marynarki, a wycofano go po 25 latach służby z powodu cięć budżetowych. Obowiązki lotniskowca i okrętu flagowego przejął po nim okręt uniwersalny „Juan Carlos I”. Nazwa okrętu oznacza księcia Asturii, który jest oficjalnym tytułem hiszpańskiego następcy tronu.
Lotniskowiec miał wyporność pełną 17 188 ton standardowych i długość niecałe 196 metrów, z czego pokład startowy ze skocznią na dziobie miał długość 175 metrów. Napędzały go turbiny gazowe, pozwalające na osiąganie prędkości 25 węzłów. Mógł przenosić do 29 statków powietrznych, w tym samoloty wielozadaniowe pionowego i krótkiego startu i lądowania AV-8B Harrier II (oznaczone Matador II) i śmigłowce kilku typów. Grupa lotnicza była przeznaczona do pełnienia różnych zadań, od obrony przeciwlotniczej przez zwalczanie okrętów podwodnych i nawodnych, do wsparcia sił lądowych.

## Projekt i budowa

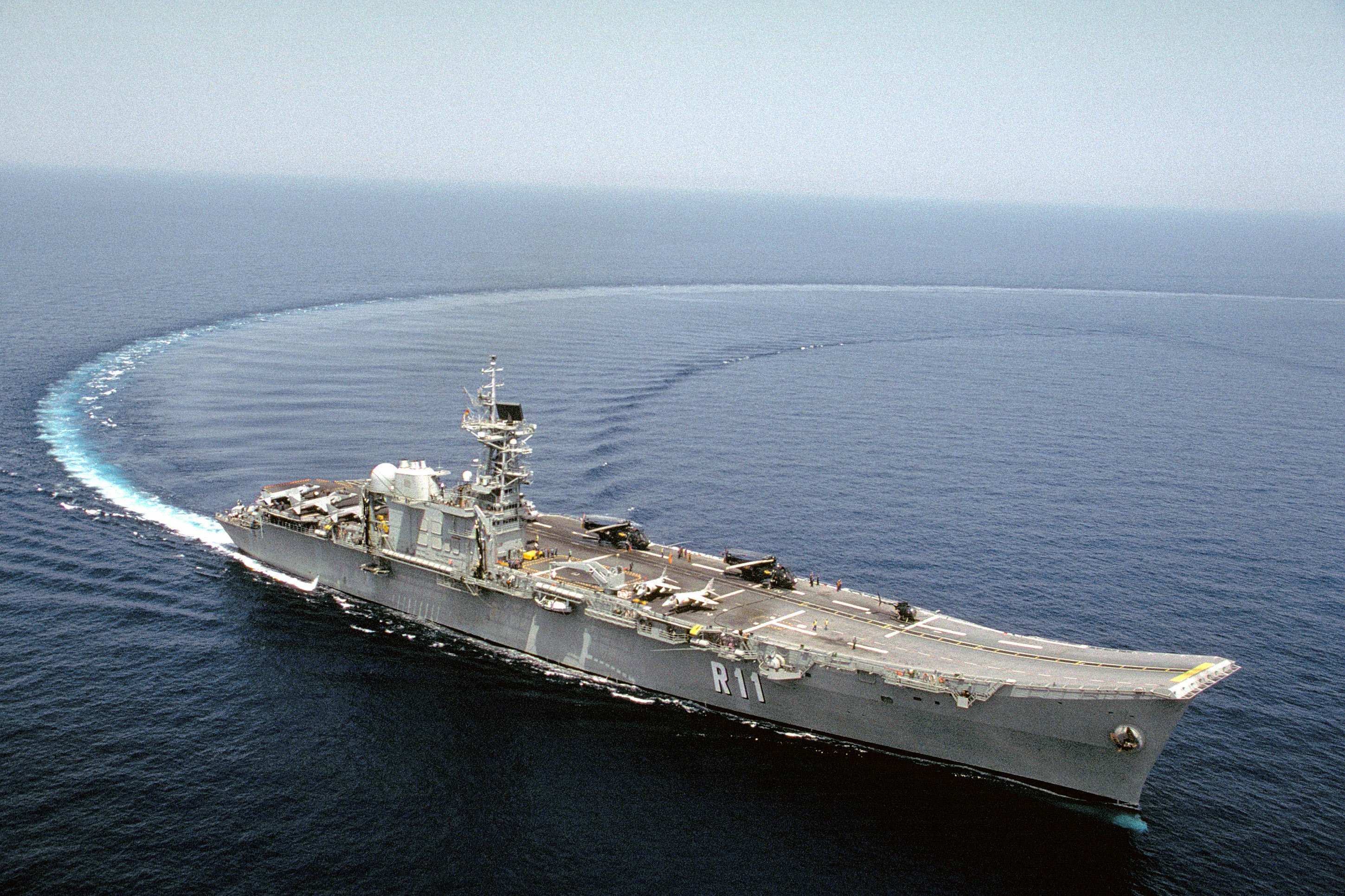
„Principe de Asturias” w 1992 roku

Od 1967 roku Hiszpańska Marynarka Wojenna posiadała w swoim składzie lekki lotniskowiec – „Dédalo”, wypożyczony, a następnie zakupiony od USA (ex USS „Cabot”). Początkowo używany był tylko jako śmigłowcowiec, lecz pod koniec 1973 roku przeprowadzono na nim próby brytyjskich samolotów pionowego startu i lądowania Harrier, które marynarka uznała za udane i zdecydowała przystosować okręt do ich przenoszenia. W 1977 roku sformowano eskadrę z zakupionych samolotów AV-8S Harrier (amerykańskiej wersji Harriera), nazwanych w Hiszpanii: VA 1 Matador. Z uwagi na stwierdzoną przydatność lotniskowca dla samolotów pionowego startu i lądowania oraz zbliżającą się konieczność wycofania ze służby pochodzącego z czasów II wojny światowej „Dédalo” (co nastąpiło ostatecznie w 1989 roku), Hiszpania równocześnie zdecydowała zbudować nową jednostkę tej klasy.
W braku własnych doświadczeń zdecydowano oprzeć projekt na amerykańskim projekcie lekkich lotniskowców eskortowych SCS (Sea Control Ship), opracowanym w 1972 roku, z których budowy jednak USA ostatecznie zrezygnowały w połowie dekady. Projekt SCS, forsowany przez admirała Zumwalta, był optymalizowany w celu zmniejszenia kosztów (zakładano budowę serii ośmiu SCS, w cenie jednego lotniskowca atomowego), stąd między innymi zastosowano w nim nietypowy dla okrętów tej wielkości napęd pojedynczą śrubą. Planowano, że okręty tego typu będą służyć do eskorty konwojów lub grup zaopatrzeniowych, chroniąc je przede wszystkim przed okrętami podwodnymi i przenosząc 11 śmigłowców przeciwpodwodnych, trzy śmigłowce wczesnego ostrzegania i tylko trzy myśliwce pionowego startu i lądowania. Okręty typu SCS miały mieć wyporność pełną 13 736 ts i długość 186 m. Już na początku 1974 roku w Hiszpanii sformułowano plan uzyskania od USA dokumentacji okrętu tego typu w celu budowy go w kraju, przy czym zakładano, że może on zostać ukończony w 1978 roku. Hiszpania wprawdzie do 1982 roku nie była członkiem sojuszu NATO, lecz od lat 50. współpracowała ze Stanami Zjednoczonymi w dziedzinie obronności.
Na podstawie porozumienia z 1976 roku rząd USA zgodził się udostępnić Hiszpanii plany projektu SCS i zaoferował pomoc techniczną i materiałową. USA udzieliły przy tym pomocy w formie pożyczki wartości 150 milionów dolarów. W styczniu 1977 roku plany zostały sprzedane przez firmę Gibbs and Cox hiszpańskiemu koncernowi stoczniowemu Bazán, lecz musiały zostać następnie dopracowane przez hiszpańskich konstruktorów. Do projektu wprowadzono też zmiany, przede wszystkim powiększono pokład lotniczy i wyposażono go w skocznię na podwyższonym dziobie, dla ułatwienia startu samolotów z krótkim rozbiegiem (STOVL). Ponadto, zmodyfikowano i wzmocniono konstrukcję kadłuba, powiększono nadbudówkę i stanowisko dowodzenia, zmieniono system stabilizacji ze zbiorników balastowych na stabilizatory płetwowe, dodano napęd pomocniczy (dwa opuszczane pędniki elektryczne) i ulepszono wyposażenie okrętu. Przewidywane oryginalnie dwa amerykańskie zestawy artyleryjskie obrony bezpośredniej Phalanx zastąpiono czterema hiszpańskimi Meroka, zastosowanymi po raz pierwszy na okręcie. Był to pierwszy budowany w Hiszpanii okręt napędzany turbinami gazowymi. Przy opracowaniu projektu i budowie współpracowano z amerykańskimi firmami: Gibbs and Cox (autorem oryginalnego projektu), Dixencast, Bath Iron Works i Sperry SM. Mimo braku doświadczeń w budowie tak skomplikowanych okrętów, wkład przemysłu hiszpańskiego w budowę wyniósł około 70%. Importowane były przede wszystkim urządzenia napędowe – turbiny gazowe, i część systemów elektronicznych.
Oficjalne zamówienie na budowę lotniskowca w koncernie Bazán zostało złożone 29 czerwca 1977 roku. Cięcie blach rozpoczęto 1 marca 1979 roku, a stępkę położono 8 października tego roku w stoczni Bazan w Ferrolu. Budowa opóźniła się, między innymi przez problemy z pracownikami. Wodowanie połączone z chrztem okrętu miało miejsce 22 maja 1982 roku, w obecności hiszpańskiej rodziny królewskiej z królem Juanem Carlosem, następcą tronu księciem Asturii Filipem i królową Zofią, która została matką chrzestną. Pierwotnie przewidywano już w 1974 roku dla okrętu imię „Almirante Carrero Blanco” (admirał Carrero Blanco), na cześć frankistowskiego polityka zabitego w 1973 roku w zamachu ETA. Ostatecznie podczas transformacji ustrojowej w Hiszpanii imię zostało zmienione przed wodowaniem na neutralne politycznie „Principe de Asturias” – książę Asturii, będące tytułem hiszpańskiego następcy tronu. Stał się on ósmą jednostką o tej nazwie. Pierwotnie przydzielono mu numer burtowy PA-11 (od hiszpańskiego Porta Aeronaves – lotniskowiec), zmieniony jeszcze przed wodowaniem na zgodny ze standardem NATO dla okrętów lotniczych: R 11. Nadano mu również znak wywoławczy EBNX. Próby morskie rozpoczęto 3 listopada 1987 roku. Spore opóźnienie wywołały zwłaszcza problemy z integracją systemu dowodzenia Tritan z wyposażeniem elektronicznym. Dla okrętu zakupiono też w latach 1987–1988 amerykańskie Harriery nowej generacji: AV-8B Harrier II. W końcu „Principe de Asturias” wszedł do służby 30 maja 1988 roku.
Na podstawie doświadczeń wyniesionych z budowy i eksploatacji „Principe de Asturias” stocznia Bazan zbudowała następnie dla Marynarki Wojennej Tajlandii podobny, nieco mniejszy lotniskowiec „Chakri Naruebet”, wodowany w 1996 roku.

## Opis

### Konstrukcja

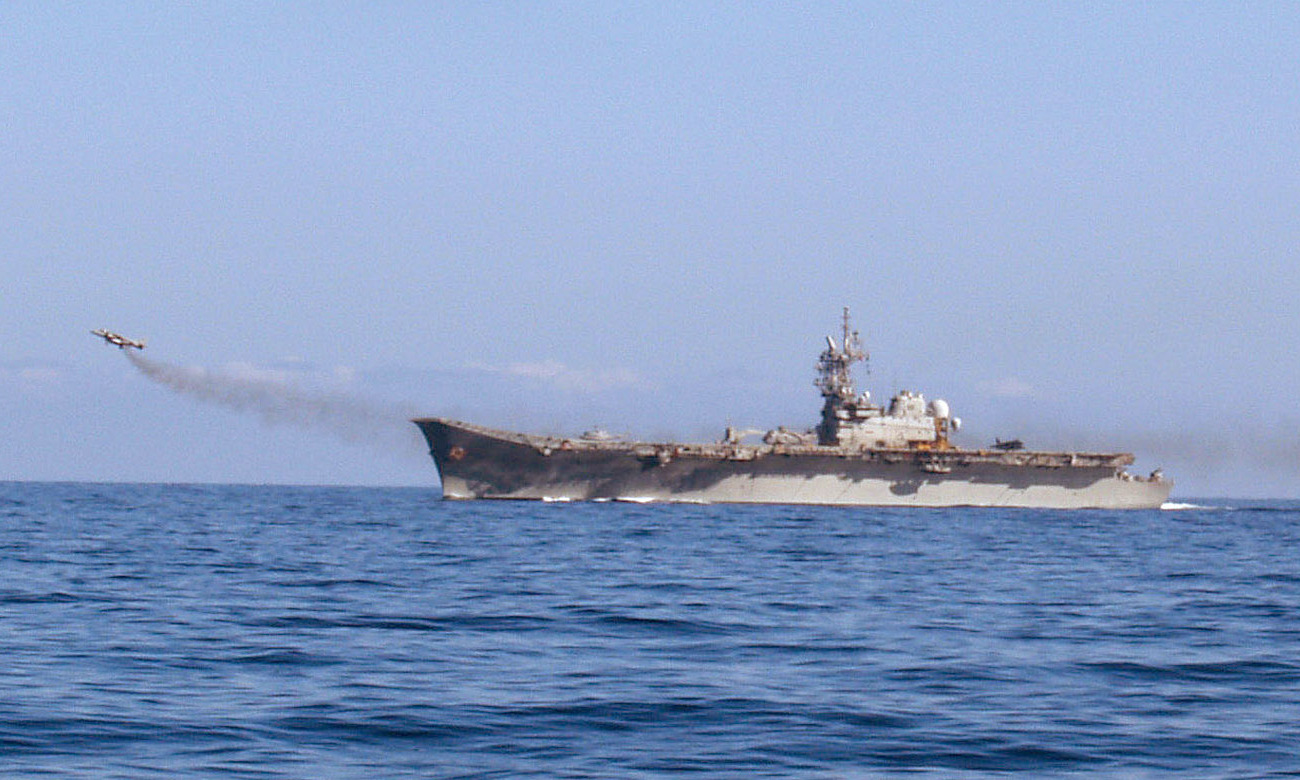
Krótki start Matadora z „Principe de Asturias” w 2005 roku

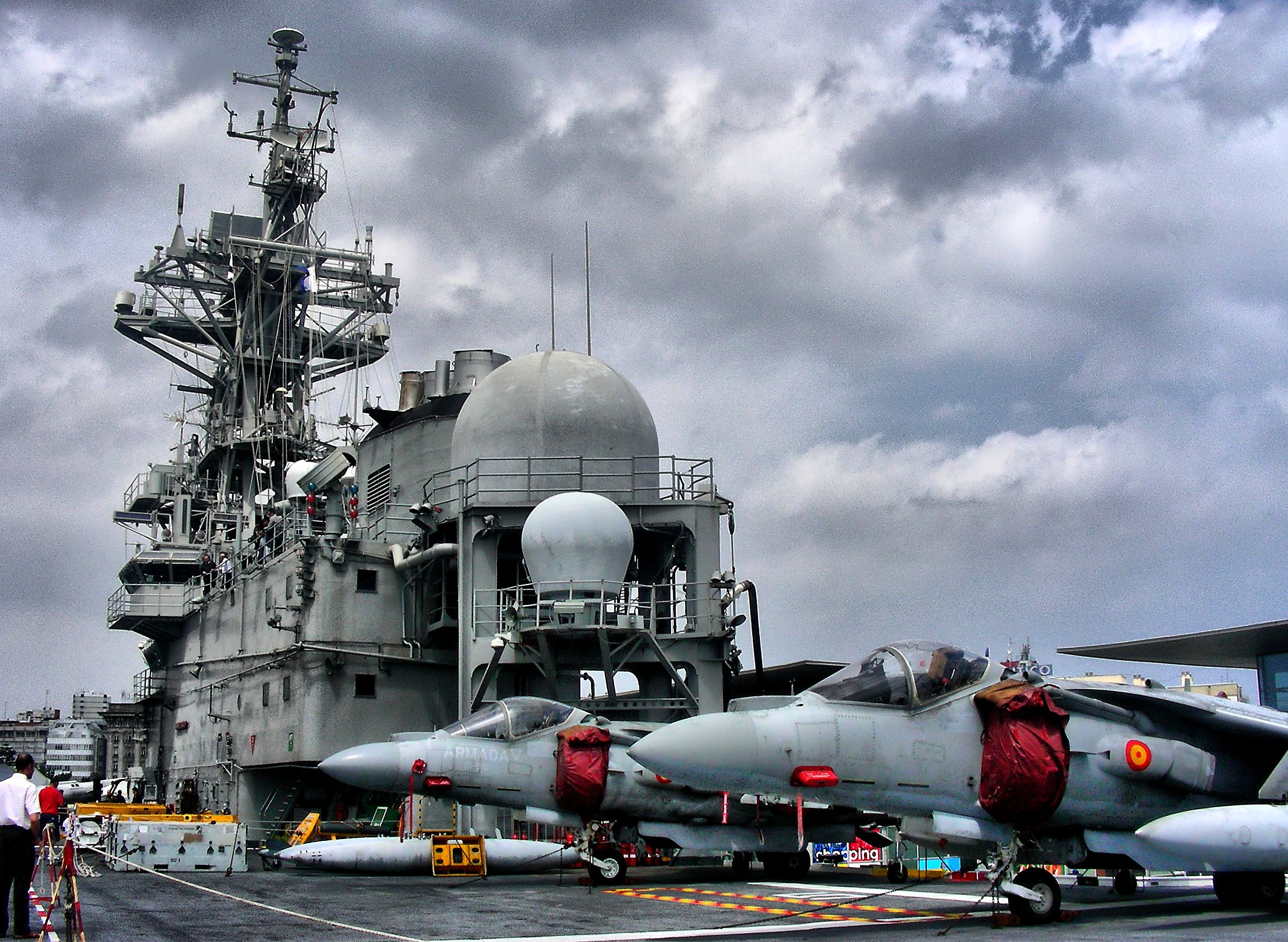
Widok nadbudówki od tyłu i samoloty Matador II Plus

Okręt miał układ konstrukcyjny typowy dla lotniskowców, z górnym pokładem lotniczym rozciągającym się prawie na całości długości kadłuba i wykraczającym poza jego szerokość, z małą wyspową nadbudówką po prawej stronie pokładu lotniczego. Wyróżniającym elementem był duży wznios pokładu na dziobie, pod kątem 12°, tworzący skocznię o długości 46,8 m (ang. ski-jump), będącą integralnym elementem dziobu. Umożliwiała ona krótki start samolotów Harrier z maksymalną masą startową oraz zmniejszała ich zużycie paliwa przy starcie, pozwalając tym samym na zwiększenie masy uzbrojenia oraz zasięgu. Pokład lotniczy o długości 175,3 m, szerokości do 29 m i powierzchni 5100 m² miał niesymetryczny obrys prostokątny, zwężający się w dziobowej części. Pokład ten nie dochodził do samej rufy, kończąc się umieszczonym centralnie poprzecznym podnośnikiem lotniczym. Drugi prostokątny podnośnik znajdował się na pokładzie, po jego prawej stronie, tuż przed nadbudówką. Na pokładzie wytyczono skośny pas do skróconego lądowania i startu, pod kątem 3°, od jego lewego tylnego skraju do końca skoczni na dziobie. Pod pokładem lotniczym znajdował się w kadłubie hangar dla samolotów, otwarty z tyłu (pod rufowym podnośnikiem), o powierzchni 2300 m². Hangar mieścił 17 statków powietrznych. W przedniej części hangaru składowano śmigłowce, a w tylnej samoloty. Po prawej stronie pokładu z przodu znajdowała się także mniejsza winda do transportu uzbrojenia podwieszanego. Na prawej burcie przed nadbudówką zainstalowano na pokładzie żuraw o udźwigu 10 ton.
Dość krótka i wąska nadbudówka miała na dachu z przodu tuż nad głównym stanowiskiem dowodzenia maszt kratownicowy, a z tyłu komin z wylotami spalin i kopułę radaru kontroli lotów. Poniżej głównego pomostu dowodzenia okrętem znajdował się drugi pomost dla dowódcy zespołu bojowego. Po lewej stronie nadbudówki umieszczono przeszklone centrum kierowania lotów, wystające ponad pokładem. W 1990 roku przebudowano nadbudówkę, powiększając centrum kontroli lotów i dodając salę odpraw, a jednocześnie w jej tylnej części pod radarem wygospodarowano we wnęce miejsce na pokładzie na parkowanie pojazdów obsługi. Nadbudówka obejmowała też wloty czerpni powietrza do turbin. Załoga okrętu rozlokowana była w kabinach w kadłubie po 8–12 osób, a jej warunki bytowe uległy polepszeniu w stosunku do wcześniejszych okrętów. Na pokładzie znajdował się blok medyczny ze szpitalem na 15 łóżek.
Wyporność standardowa okrętu wynosiła 15 912 ts, a pełna 17 188 ts (spotykane są też inne zbliżone wartości). Długość całkowita wynosiła 195,9 m, a na linii wodnej 185,4 m. Szerokość całkowita wynosiła 32 m, a kadłuba na linii wodnej 24,3 m. Zanurzenie kadłuba wynosiło 6,7 m, lecz największe zanurzenie ze śrubą napędową sięgało 9,4 m. Przy wyporności pełnej pokład lotniczy był na wysokości 14 m nad poziomem morza.
Etatowa załoga okrętu liczyła 555 osób, w tym 90 oficerów, a nadto 201 osób personelu lotniczego i 7 oficerów sztabowych.

### Grupa lotnicza

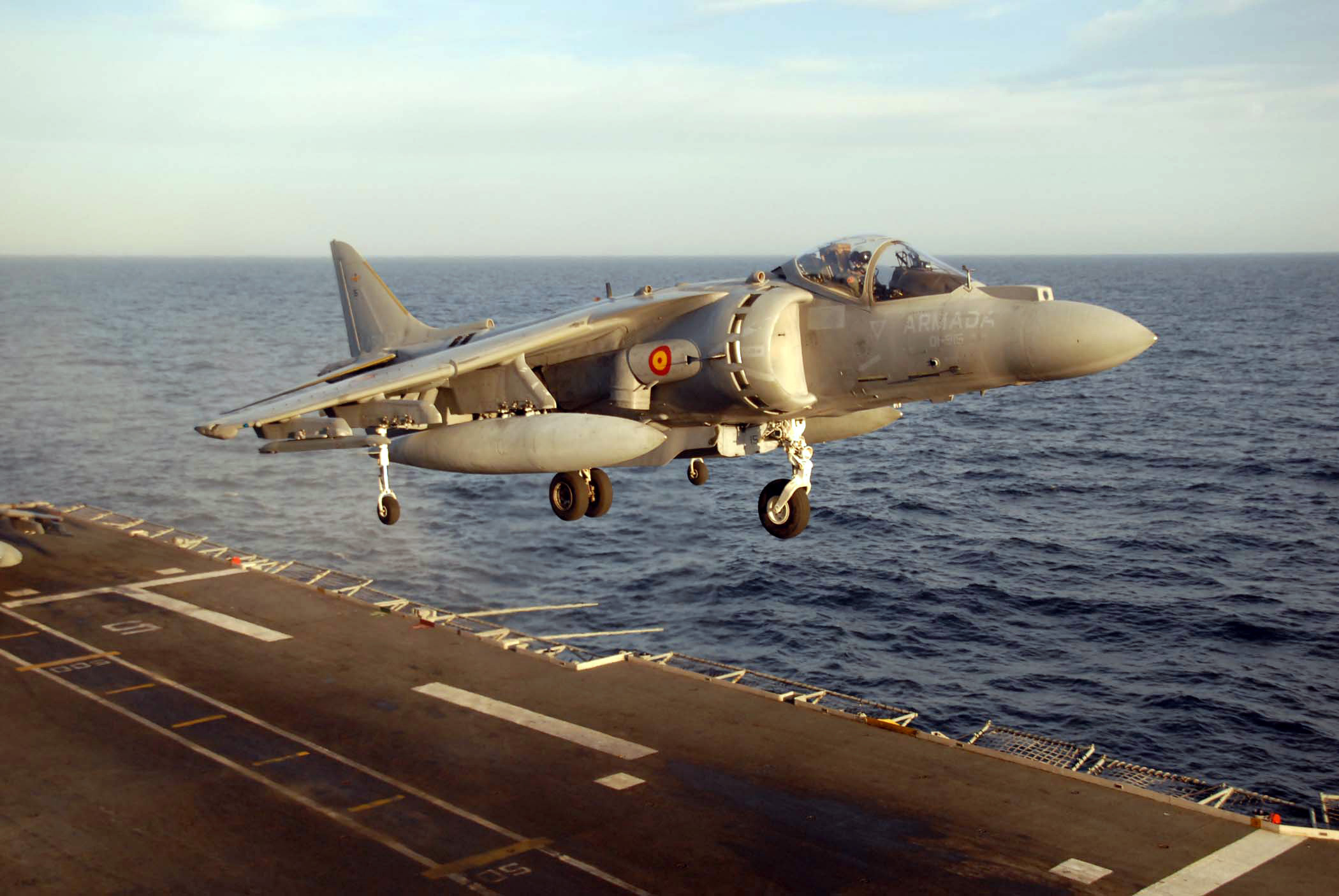
Matador II Plus ląduje pionowo na „Principe de Asturias”

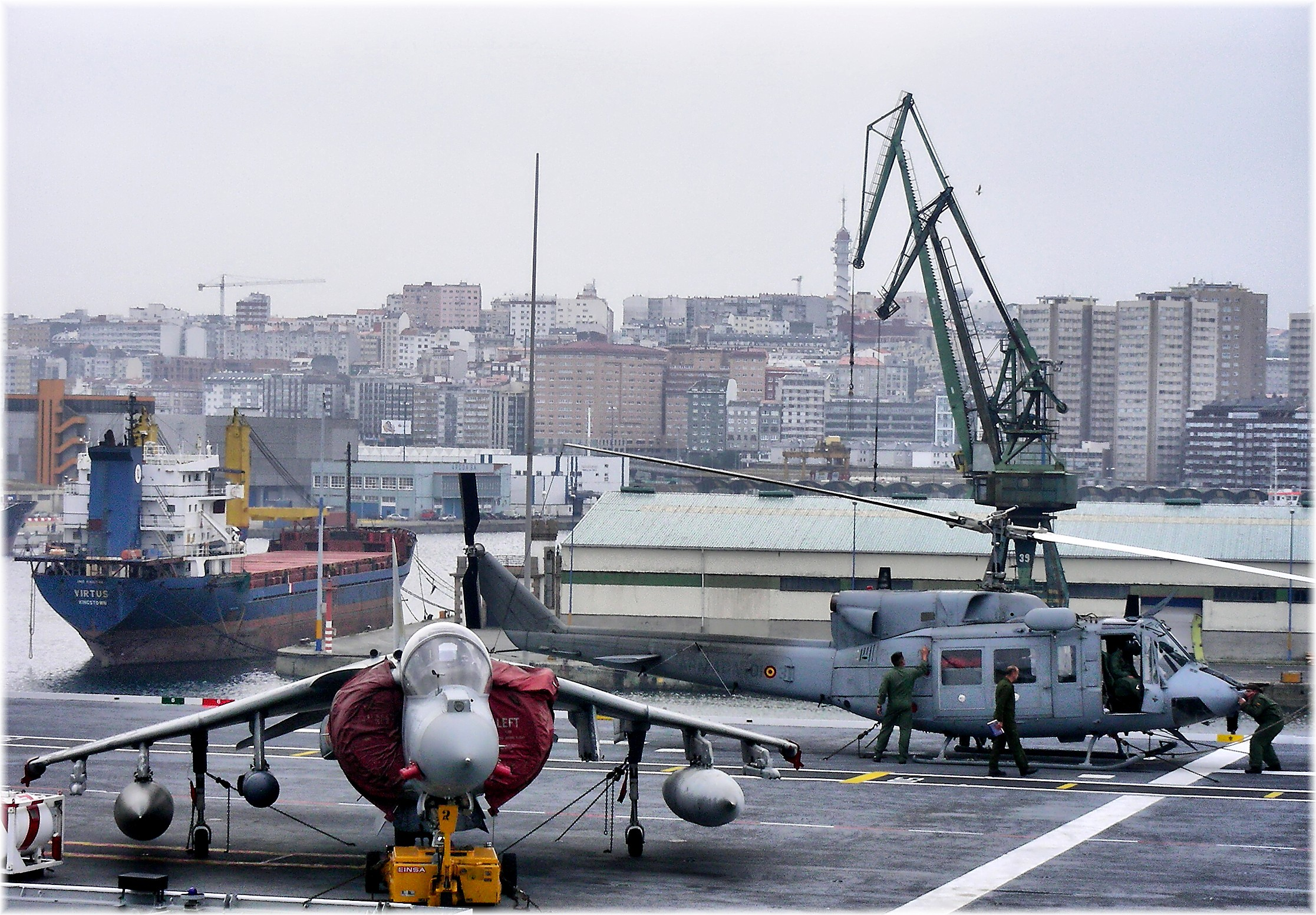
Matador II Plus i śmigłowiec AB-212 na pokładzie

Podstawowym modelem statku powietrznego były samoloty wielozadaniowe pionowego/skróconego startu i lądowania McDonnell Douglas EAV-8B Harrier II, oznaczone w Hiszpanii: VA 2 Matador II. Służyły do obrony powietrznej, zwalczania okrętów nawodnych i wsparcia piechoty morskiej. Przenosiły one pociski powietrze–powietrze AIM-9L Sidewinder, pociski powietrze–powierzchnia AGM-65E Maverick lub bomby. Od 1996 roku większość zastąpiono przez samoloty wersji EAV-8B+ Harrier Plus, dysponującej radarem AN/APG-65 i pociskami powietrze–powietrze średniego zasięgu AIM-120A AMRAAM, pozwalającymi na zwalczanie celów poza zasięgiem widzialności. Mogły także przenosić pociski przeciwokrętowe AGM-84A Harpoon. Samoloty należały organizacyjnie do 9. Eskadry lotnictwa morskiego, która miała ogółem na wyposażeniu 10 EAV-8B i 8 EAV-8B+.
Zasadniczymi używanymi śmigłowcami były Sikorsky SH-3H Sea King, używane do celów przeciwpodwodnych (z torpedami Mk 46), ratowniczych oraz wczesnego ostrzegania (trzy egzemplarze z radarem Searchwater). Śmigłowce te należały do 5. Eskadry lotnictwa morskiego, która miała ich 12 sztuk. Część była później przebudowana do celów transportowych. Drugim używanym etatowo typem były śmigłowce wielozadaniowe Agusta-Bell AB-212 z 3. Eskadry, służące przede wszystkim do transportu piechoty morskiej (mogące również przenosić torpedy). Śmigłowiec AB-212 używany był także do ratowania pilotów w razie wypadku, pełniąc dyżur na lotniskowcu. Na lotniskowcu mogły również bazować lekkie śmigłowce Hughes H500MD Defender dla celów transportowo-łącznikowych oraz śmigłowce przeciwpodwodne Sikorsky SH-60 Seahawk (normalnie bazujące na fregatach), a także transportowe śmigłowce armijne, jak Chinook.
Typowy skład grupy lotniczej do wykonywania zadań bojowych był ustalony na 8 samolotów i 10 śmigłowców, w tym dwa wczesnego ostrzegania. W maksymalnej konfiguracji grupy lotniczej okręt mógł natomiast przenosić 29 statków powietrznych, np. 17 samolotów Matador, sześć śmigłowców przeciwpodwodnych SH-3H Sea King, cztery śmigłowce AB-212 i dwa śmigłowce wczesnego ostrzegania SH-3 EW. Z tego, 17 maszyn mieściło się w hangarze, a 12 parkowało na pokładzie. Normalnie w czasie pokoju okręt przenosił mniejszą liczbę maszyn, np. 7 samolotów Matador, 1 śmigłowiec AB-212 i 2 śmigłowce SH-3H oraz 1 SH-3 EW. Jedynie w konfiguracji transportowca lotniczego można było przewozić 37 samolotów i śmigłowców, w tym 17 w hangarze, 18 na pokładzie i dwa na podnośnikach (operacje lotnicze były możliwe przy liczbie statków powietrznych parkujących na pokładzie nie przekraczającej 12).

### Napęd
Napęd stanowiły dwie turbiny gazowe popularnego modelu General Electric LM2500 w układzie COGAG, o mocy łącznej 46 400 hp (34 600 kW). Zgrupowane były razem i zintegrowane z dwustopniową zębatą przekładnią redukcyjną. Obracały one pojedynczą pięciołopatową nastawną śrubę o średnicy 6096 mm wykonaną z brązu, firmy Wärsilä (jej masa wynosiła ok. 40 t). Prędkość obrotów śruby była ograniczona do 150 obr./min. Turbiny umieszczono w izolowanych akustycznie kontenerach (o wymiarach 6,52 x 2,04 x 2,04 m). Turbiny zasilane były paliwem lotniczym JP-5, co upraszczało zaopatrywanie okrętu i jego grupy lotniczej, a także fregat eskorty.
Prędkość kontraktowa wynosiła 26 węzłów, lecz publikacje podają również prędkość maksymalną 25 węzłów. Zasięg przy prędkości 25 węzłów wynosił 4500 Mm, a przy pracy jednej turbiny i prędkości ekonomicznej 20 węzłów – 7000 Mm (według innych źródeł 6500 Mm). Przy prędkości 12 węzłów zasięg sięgał 10 000 Mm. Zapas paliwa wynosił ogółem 3700 m³.
Okręt miał ponadto napęd pomocniczy w postaci dwóch chowanych w kadłubie pędników azymutalnych firmy Pleuger pod śródokręciem, z silnikami elektrycznymi o mocy po 587 kW i czterołopatowymi śrubami. Oprócz używania do manewrów, umożliwiały one awaryjne poruszanie się z prędkością do 4,7 węzła. Okręt miał trzy zespoły prądotwórcze Allison 501-K17 o mocy po 2500 kW, napędzane turbinami gazowymi, dostarczające prąd przemienny o napięciu 450 V i 20 V oraz prąd stały o napięciu 120 V.

### Uzbrojenie i wyposażenie

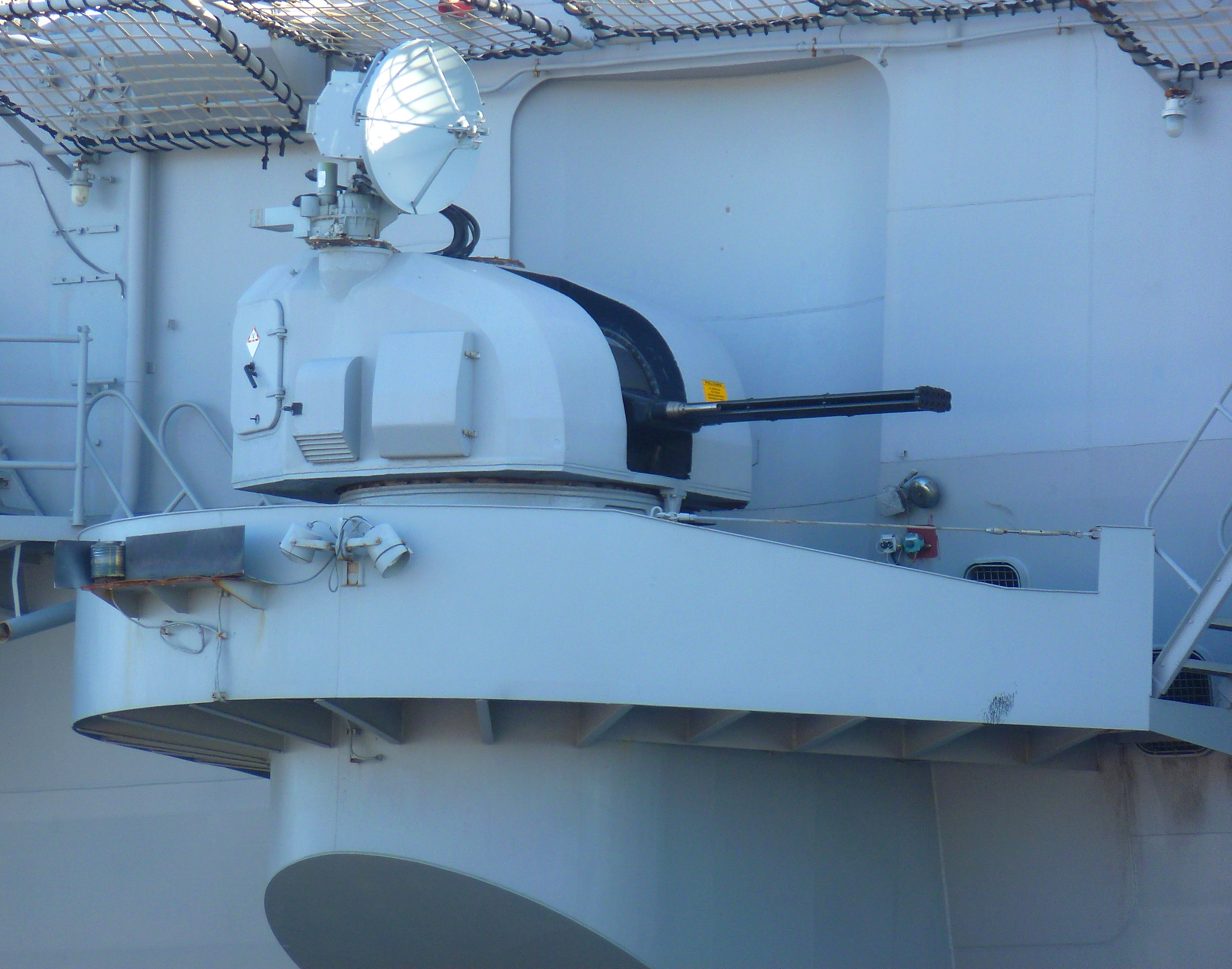
Prawoburtowy zestaw artyleryjski Meroka

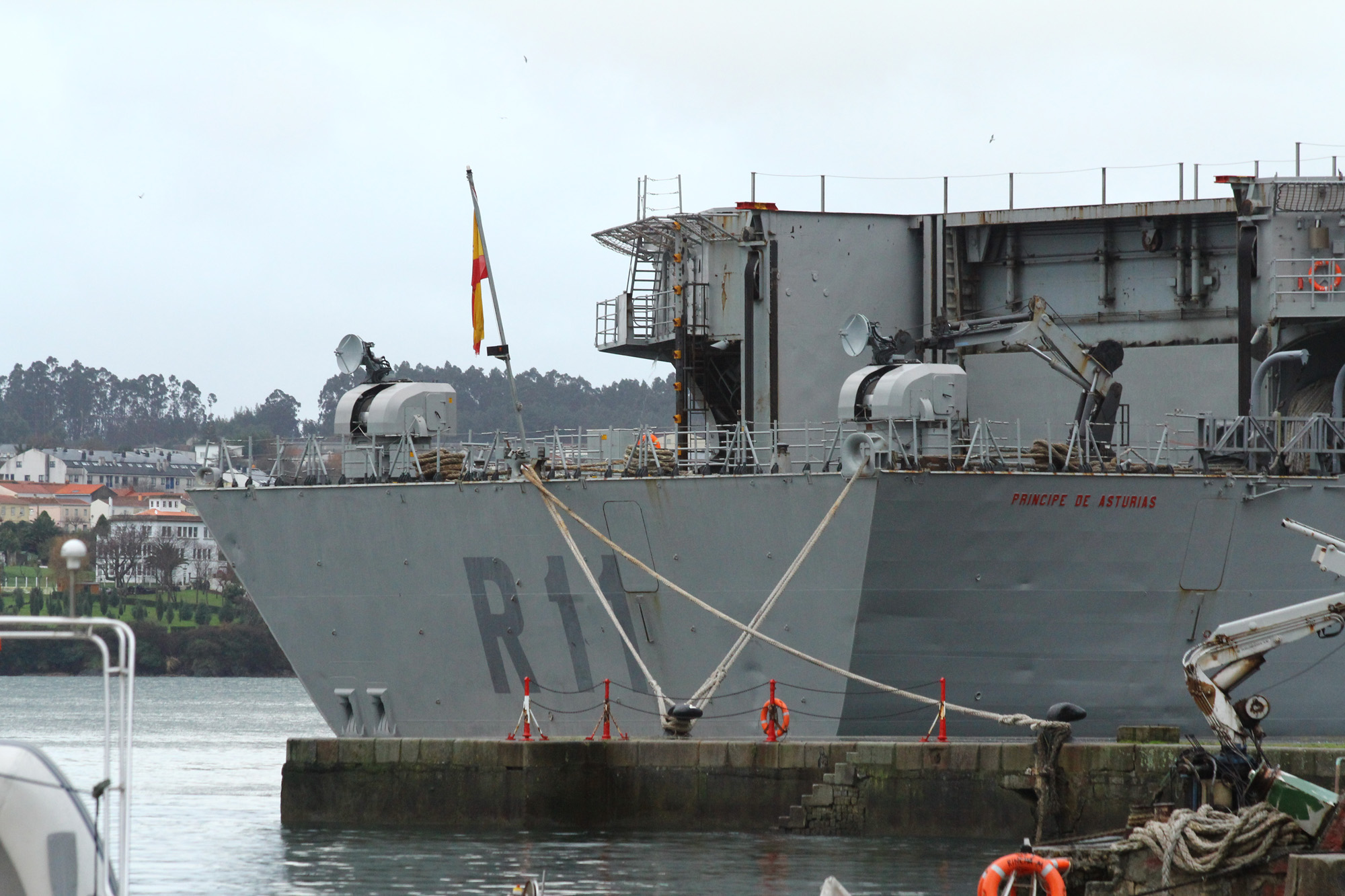
Rufa z dwoma zestawami Meroka (bez luf)

Uzbrojenie okrętu było tylko obronne i stanowiły je cztery hiszpańskie 12-lufowe zestawy artyleryjskie obrony bezpośredniej (CIWS) Meroka Mod 2A/2B kalibru 20 mm, z własnymi radarami artyleryjskimi VPS-2 (produkcji Lockheed) i obserwacyjnymi głowicami optronicznymi Selenia serii Radamec 2000. Pojedynczy zestaw ma blok 12 luf i szybkostrzelność praktyczną 3600 strzałów/min (po 300 na lufę). Donośność skuteczna pozioma wynosi 5500 m, a pionowa 2000 m. Według innych źródeł, zasięg zwalczania celów wynosi do 1500 m lub do 2 km. Zapas amunicji w wersji zestawu użytej na lotniskowcu był zwiększony i wynosił po 2160 nabojów w bębnie amunicyjnym. Uzbrojenie uzupełniały dwa działka salutacyjne Rheinmetall kalibru 37 mm.
Lotniskowiec wyposażony był w hiszpański komputerowy system dowodzenia Tritan, mogący śledzić 64 cele nawodne lub powietrzne i 4 podwodne (dane dotyczące celów podwodnych pochodziły z sonarów towarzyszących okrętów). Obsługiwał on łącza danych Link 11 i 14. Główny radar trójwspółrzędny dozoru ogólnego AN/SPS-52C firmy Hughes, pracujący w paśmie E/F (2–3 GHz), miał obrotową płaską antenę ze skanowaniem elektronicznym na szczycie masztu, nachyloną pod stałym kątem ok. 25°. Mógł pracować w czterech trybach, z tego w trybie ogólnym (High Angle) zapewniał wykrywanie samolotów z odległości do 280 km i na wysokości do 30,5 km. W trybie dalekiego zasięgu zasięg wzrastał do 450 km, przy zmniejszeniu przedziału wysokości. Radar Selenia RAN-12L ze zintegrowanym interrogatorem IFF, pracujący w pasmach G i J (1–2 i 8–10 GHz) służył do śledzenia i oznaczania celów nawodnych oraz powietrznych. Radar kierowania ruchem powietrznym AN/SPN-35A pracujący w paśmie X (9–9,16 GHz), ze stabilizowaną anteną w dużej kopule z tyłu nadbudówki, służył do precyzyjnego określenia położenia podchodzących samolotów i śmigłowców dla asysty w lądowaniu. Okręt nie był natomiast wyposażony we własny sonar. Bojowe centrum informacji wyposażone było w trzy poziome trzyosobowe konsole operatorów OJ-197 i 12 konsol pionowych OJ-194.

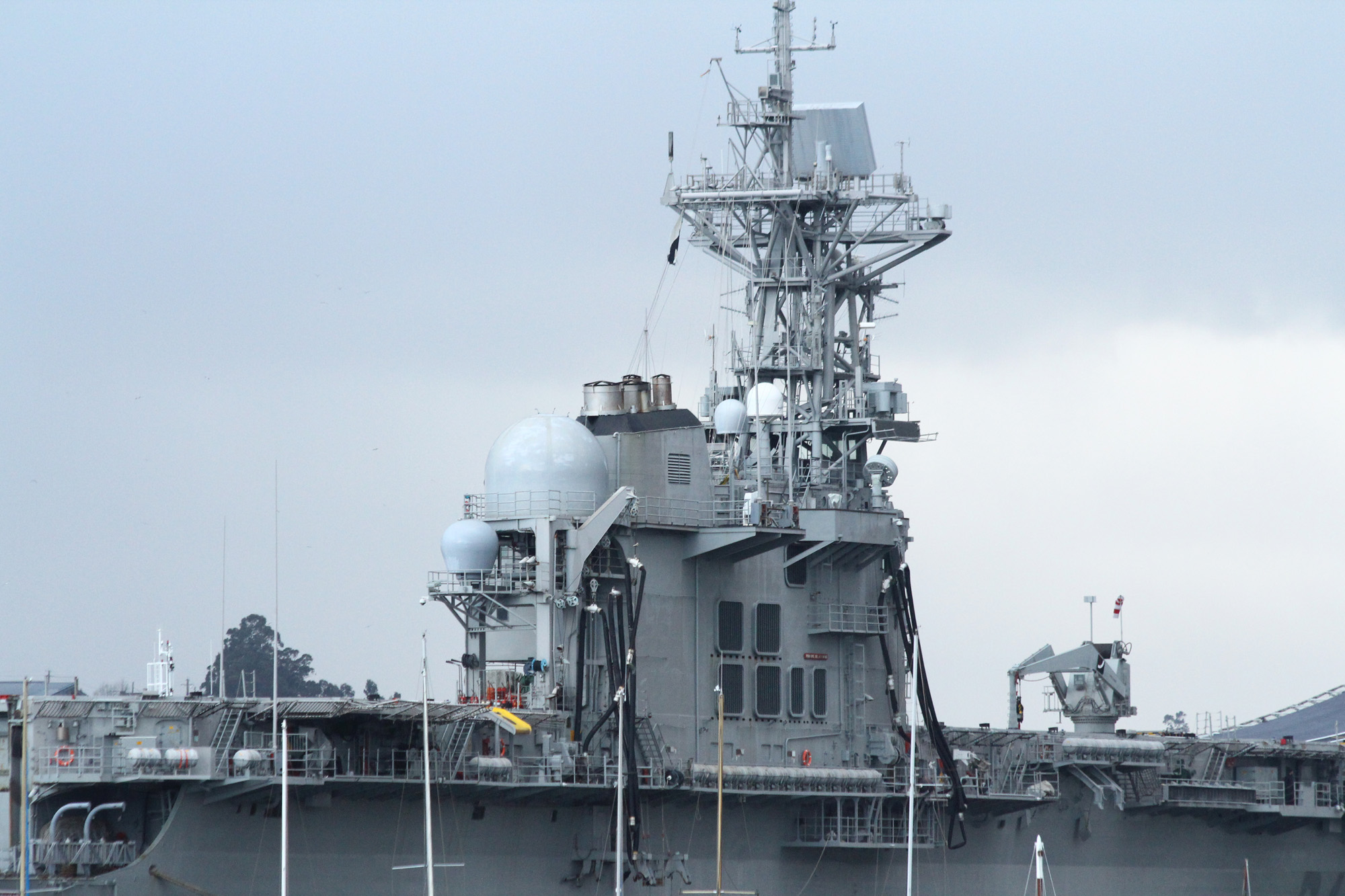
Nadbudówka od tyłu z widocznymi antenami

Wyposażenie radioelektroniczne:
- radar trójwspółrzędny dozoru ogólnego Hughes AN/SPS-52C (pasmo E/F, na szczycie masztu)
- radar wykrywania celów nawodnych Selenia RAN-12L (pasmo D i J, na maszcie)
- radar nawigacyjny i wykrywania nawodnego AN/SPS-55 (pasmo I/J, na maszcie)
- radar kierowania ruchem powietrznym AN/SPN-35A (pasmo X, w kopule z tyłu nadbudówki)
- system wspomagania lądowania Marconi DAPS (od 1990 roku)[16]
- system naprowadzania lotnictwa TACAN URN-25
- systemy łączności satelitarnej: SATCOM, SECOMSAT (anteny w kopułach przed i za nadbudówką), Saturn 3
- echosonda AN/UQN-4
- radionamiernik AN/URD
- system optoelektroniczny RADEMEC 2100 do obserwacji operacji cumowniczych i holowniczych (w wnęce na prawej burcie na dziobie).

Okręt miał włoski system biernej walki elektronicznej Nettuno (Nettunel) 4100, składający się z czterech par walcowatych anten umieszczonych na nadbudówce. Współpracował on z systemem Mk 36 SBROC składającym się z czterech sześciolufowych wyrzutni celów pozornych Mk 137 kalibru 130 mm. Służyły one do wystrzeliwania wabików termicznych i radiolokacyjnych na odległość 4 km. Okręt wyposażony też był w holowany akustyczny wabik przeciwtorpedowy AN/SLQ-25 Nixie. Lotniskowiec miał również system Prairie/Masker służący do zmniejszenia i zniekształcenia jego pola akustycznego. Podsystem Masker obejmował mikrootwory w kadłubie w rejonie siłowni, a Prairie – na łopatach śruby, z których tłoczone było sprężone powietrze, tworząc bąbelki i zmniejszając hałas. Dodatkowo w przypadku śruby system zmniejszał ryzyko korozji kawitacyjnej.
Jako łodzie okrętowe uniwersalnego zastosowania służyły dwa kutry desantowe typu LCVP, zabierające po ok. 50 osób, podwieszone na żurawikach na lewej i prawej burcie pod pokładem lotniczym. Ponadto na prawej burcie pod nadbudówką podwieszono półsztywną łódź inspekcyjno-pościgową. Sprzęt ratunkowy stanowiło również 40 20-osobowych tratw pneumatycznych.

## Służba

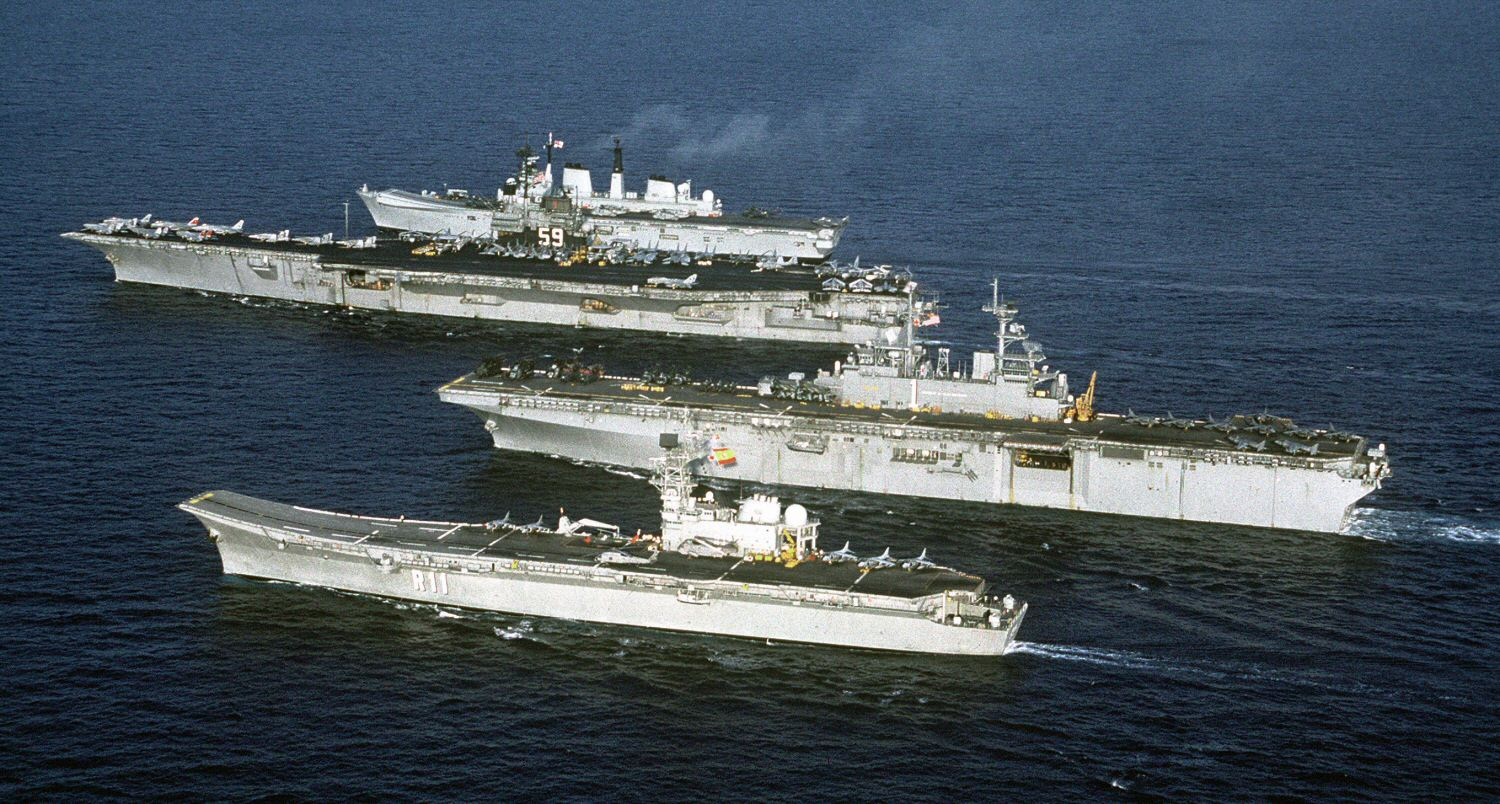
„Principe de Asturias” (najbliższy) w zespole z lotniskowcem desantowym USS „Wasp” i lotniskowcami USS „Forrestal” i HMS „Invincible” w 1991 roku

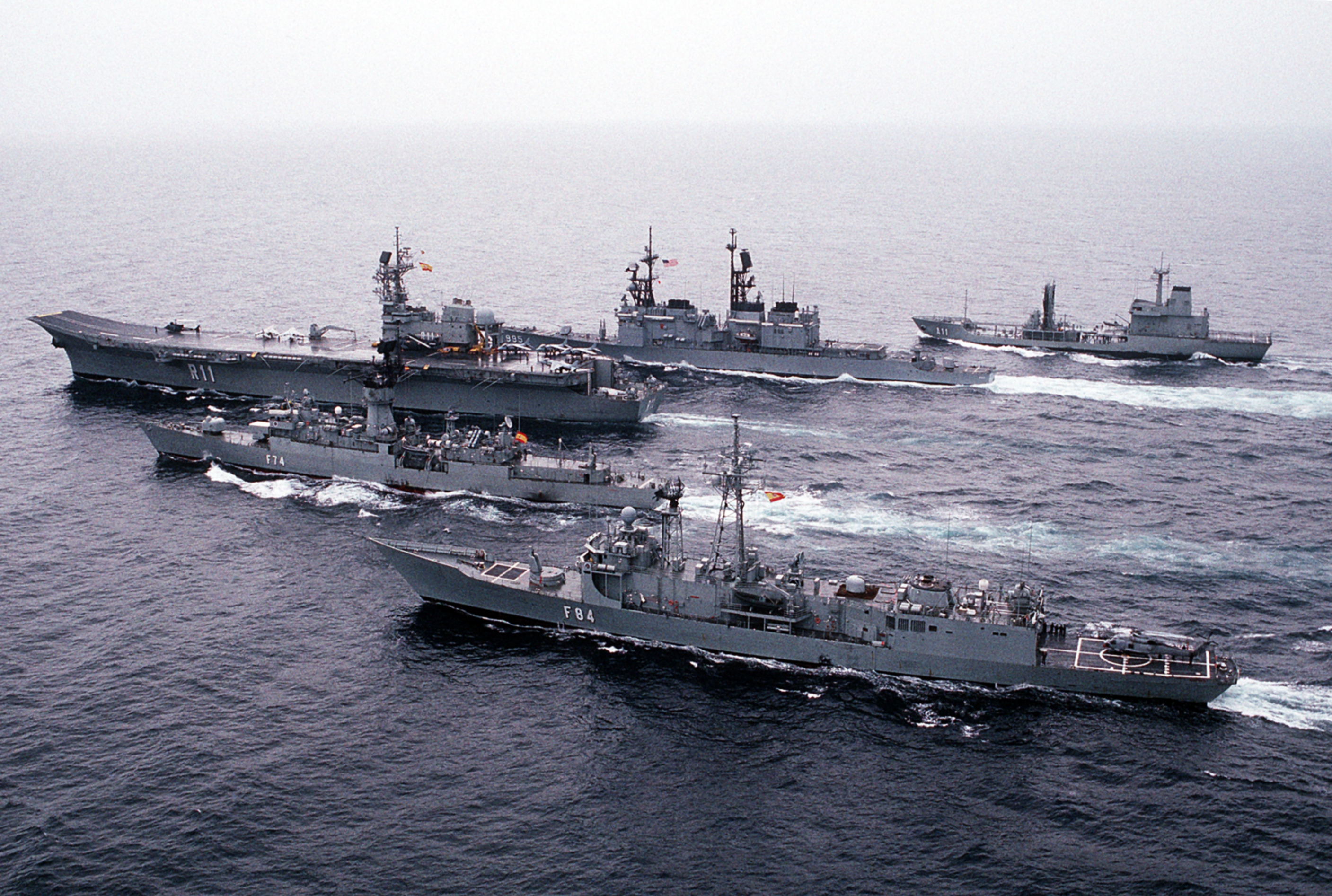
„Principe de Asturias” w zespole z fregatami „Asturias” (F74), „Reina Sofía” (F84) i amerykańskim niszczycielem USS „Scott” (DDG-995) w 1992 roku

Lotniskowiec „Príncipe de Asturias” został okrętem flagowym marynarki Hiszpanii, jako jej największa i dysponująca największą wartością jednostka bojowa. W pierwszą podróż wyruszył latem 1988 roku do USA, transportując w drodze powrotnej sześć śmigłowców SH-60B Seahawk dla 10. Eskadry lotnictwa morskiego Hiszpanii. 28 czerwca 1989 roku królowa Zofia przekazała dowódcy okrętu proporzec ufundowany przez miasto Barcelonę.
W 1989 roku „Príncipe de Asturias” stał się rdzeniem nowo utworzonej lotniskowcowej grupy bojowej Alfa marynarki hiszpańskiej, wraz z 31. i 41. Dywizjonami fregat (łącznie 11 fregat typów Baleares i Santa Maria oraz zbiornikowiec zaopatrzeniowy „Patino”). Stała się ona największym związkiem operacyjnym hiszpańskiej floty. Samoloty Matador mogły zwalczać okręty i statki powietrzne w odległości do 400 mil morskich od lotniskowca, a śmigłowce Sea King zwalczać okręty podwodne w odległości do 300 mil morskich, natomiast okręty eskorty i ich śmigłowce Seahawk miały zwalczać cele na bliższych rubieżach. „Principe de Asturias” bazował w Rota wraz z 41. Dywizjonem, w skład której wchodziło sześć fregat rakietowych typu Santa Maria, będących hiszpańską wersją amerykańskich fregat typu Oliver Hazard Perry. Grupa Alfa operowała na Morzu Śródziemnym. Lotniskowiec ze swoją grupą brał w kolejnych latach udział w licznych ćwiczeniach z udziałem państw NATO. Między innymi, w 1990 roku podczas manewrów Dragon Hammer ćwiczył w zespole z czterema innymi okrętami lotniczymi na Morzu Śródziemnym i jego samoloty operowały z HMS „Invincible” i na odwrót.
Podczas I wojny w Zatoce Perskiej, na przełomie lutego i marca 1991 roku lotniskowiec brał udział w składzie sił międzynarodowych w działaniach powietrzno-morskich Cadex '91-1 na Morzu Śródziemnym w ramach operacji zabezpieczającej Southern Guard. Między 10 a 21 grudnia 1994 roku grupa Alfa została wysłana na Morze Adriatyckie dla wsparcia misji pokojowej UNPROFOR w byłej Jugosławii. W listopadzie 2001 roku, po atakach terrorystycznych w USA, grupa Alfa została przekształcona w grupę okrętów projekcji siły GRUFLOT.
28 czerwca 2005 roku „Príncipe de Asturias” wziął udział w rewii morskiej w Portsmouth z okazji 200. rocznicy bitwy pod Trafalgarem. W dniach 10–13 czerwca 2010 roku lotniskowiec uczestniczył w obchodach stulecia francuskiego lotnictwa morskiego w Tulonie.
Po przyjęciu do służby uniwersalnego okrętu desantowego „Juan Carlos I”, który przejął część obowiązków lotniskowca, marynarka hiszpańska dla oszczędności finansowych na kosztach utrzymania jednostki zdecydowała wycofać „Príncipe de Asturias” ze służby. Pomimo że okręt po 25 latach służby był jeszcze stosunkowo nowy, powodem tej decyzji była także zbliżająca się konieczność jego modernizacji w połowie resursu, kosztującej ok. 100–140 mln euro. 6 lutego 2013 roku okręt został uroczyście wycofany ze służby w bazie Rota, po czym odstawiony w Ferrolu. Po demontażu części wyposażenia pokładowego, 13 grudnia 2013 roku został skreślony z listy floty. Oferowano go następnie na sprzedaż, a zainteresowanie wyrażały państwa Azji i Afryki, w tym Filipiny i Indonezja, lecz ostatecznie nie doszło do złożenia wiążących ofert.
Wobec niepowodzenia sprzedaży okrętu, rząd hiszpański zdecydował sprzedać go na złom, początkowo za 4,8 mln euro. Ostatecznie został sprzedany za 2,7 mln euro konsorcjum spółki Surus Inversa i tureckiej stoczni złomowej Leyal Deltas i 9 sierpnia 2017 roku wyszedł z Ferrolu na holu do Aliağa w Turcji, gdzie przybył 27 sierpnia, po czym został tam pocięty. 250 przedmiotów z okrętu zostało wcześniej zlicytowanych na cele charytatywne i dla Fundacji Muzeum Marynarki Wojennej.